# SA-302
La SA-302 es una carretera de titularidad autonómica de la Junta de Castilla y León (España) que discurre por la provincia de Salamanca entre las localidades de Ledesma y Almendra.
Pertenece a la Red Complementaria Local de la Junta de Castilla y León.
Pasa por las localidades salmantinas de Ledesma, Villaseco de los Reyes, Monleras y Almendra.

## Historia
Antiguamente esta carretera estaba dividida en dos tramos con las siguientes denominaciones:
- SA-302 que corresponde con el tramo que va de Ledesma a Monleras.
- SA-303 que corresponde con el tramo que va de Monleras a Almendra (SA-315) *

* Este es el primero de los dos tramos que conformaban la antigua SA-303. El otro tramo es actualmente denominado como SA-315.

## Recorrido
| Ledesma (Intersección con ) - Almendra (Intersección con ) | Ledesma (Intersección con ) - Almendra (Intersección con ) | Ledesma (Intersección con ) - Almendra (Intersección con ) | Ledesma (Intersección con ) - Almendra (Intersección con ) | Ledesma (Intersección con ) - Almendra (Intersección con ) | Ledesma (Intersección con ) - Almendra (Intersección con ) | Ledesma (Intersección con ) - Almendra (Intersección con ) | Ledesma (Intersección con ) - Almendra (Intersección con ) | Ledesma (Intersección con ) - Almendra (Intersección con ) | Ledesma (Intersección con ) - Almendra (Intersección con ) | Ledesma (Intersección con ) - Almendra (Intersección con ) |
| Esquema                                                    | PK                                                         | Sentido Almendra                                           | Sentido Almendra                                           | Sentido Almendra                                           | Sentido Almendra                                           | Sentido Ledesma                                            | Sentido Ledesma                                            | Sentido Ledesma                                            | Sentido Ledesma                                            | Incidencias                                                |
| Esquema                                                    | PK                                                         | Velocidad                                                  | Elemento                                                   | Salida                                                     | Salida                                                     | Salida                                                     | Salida                                                     | Elemento                                                   | Velocidad                                                  | Incidencias                                                |
| Esquema                                                    | PK                                                         | Velocidad                                                  | Elemento                                                   | Dir.                                                       | Nombre                                                     | Nombre                                                     | Dir.                                                       | Elemento                                                   | Velocidad                                                  | Incidencias                                                |
| ---------------------------------------------------------- | ---------------------------------------------------------- | ---------------------------------------------------------- | ---------------------------------------------------------- | ---------------------------------------------------------- | ---------------------------------------------------------- | ---------------------------------------------------------- | ---------------------------------------------------------- | ---------------------------------------------------------- | ---------------------------------------------------------- | ---------------------------------------------------------- |
|                                                            | 0,0                                                        |                                                            |                                                            | La Fuente de San Esteban                                   | La Fuente de San Esteban                                   | La Fuente de San Esteban                                   |                                                            |                                                            |                                                            |                                                            |
| Salamanca Peñausende                                       | 0,0                                                        |                                                            |                                                            |                                                            |                                                            |                                                            |                                                            |                                                            |                                                            |                                                            |
|                                                            | 0,2                                                        |                                                            |                                                            | LEDESMA                                                    | LEDESMA                                                    | LEDESMA                                                    | LEDESMA                                                    |                                                            |                                                            |                                                            |
|                                                            | 0,8                                                        |                                                            |                                                            |                                                            | Póligono Industrial                                        | Póligono Industrial                                        |                                                            |                                                            |                                                            |                                                            |
|                                                            | 7,3                                                        |                                                            |                                                            |                                                            | El Campo de Ledesma                                        | El Campo de Ledesma                                        |                                                            |                                                            |                                                            |                                                            |
|                                                            | 17,3                                                       |                                                            |                                                            | VILLASECO DE LOS REYES                                     | VILLASECO DE LOS REYES                                     | VILLASECO DE LOS REYES                                     | VILLASECO DE LOS REYES                                     |                                                            |                                                            |                                                            |
|                                                            | 17,4                                                       |                                                            |                                                            |                                                            | Berganciano Gejo de los Reyes                              | Berganciano Gejo de los Reyes                              |                                                            |                                                            |                                                            |                                                            |
|                                                            | 17,5                                                       |                                                            |                                                            | VILLASECO DE LOS REYES                                     | VILLASECO DE LOS REYES                                     | VILLASECO DE LOS REYES                                     | VILLASECO DE LOS REYES                                     |                                                            |                                                            |                                                            |
|                                                            | 21,5                                                       |                                                            |                                                            | Antigua carretera a Carbellino                             | Antigua carretera a Carbellino                             | Antigua carretera a Carbellino                             | Antigua carretera a Carbellino                             |                                                            |                                                            | 3,5 km                                                     |
|                                                            | 21,5                                                       |                                                            |                                                            | MONLERAS                                                   | MONLERAS                                                   | MONLERAS                                                   | MONLERAS                                                   |                                                            |                                                            |                                                            |
|                                                            | 21,7                                                       |                                                            |                                                            | MONLERAS                                                   | MONLERAS                                                   | MONLERAS                                                   | MONLERAS                                                   |                                                            |                                                            |                                                            |
|                                                            | 23,4 23,6                                                  |                                                            |                                                            | Río Tormes                                                 | Río Tormes                                                 | Río Tormes                                                 | Río Tormes                                                 |                                                            |                                                            |                                                            |
|                                                            | 23,8                                                       |                                                            |                                                            |                                                            | El Manzano                                                 | El Manzano                                                 |                                                            |                                                            |                                                            |                                                            |
|                                                            | 26,6                                                       |                                                            |                                                            | Sardón de los Frailes                                      | Sardón de los Frailes                                      | Sardón de los Frailes                                      | Sardón de los Frailes                                      |                                                            |                                                            |                                                            |
|                                                            | 36,7                                                       |                                                            |                                                            | ALMENDRA                                                   | ALMENDRA                                                   | ALMENDRA                                                   | ALMENDRA                                                   |                                                            |                                                            |                                                            |
|                                                            | 37,1                                                       |                                                            |                                                            | ALMENDRA                                                   | ALMENDRA                                                   | ALMENDRA                                                   | ALMENDRA                                                   |                                                            |                                                            |                                                            |
|                                                            | 37,580                                                     |                                                            |                                                            |                                                            | Fermoselle Zamora                                          | Fermoselle Zamora                                          | Fermoselle Zamora                                          |                                                            |                                                            |                                                            |
|                                                            | 37,580                                                     | Trabanca Villarino de los Aires                            |                                                            |                                                            |                                                            |                                                            |                                                            |                                                            |                                                            |                                                            |